# トランスアクスル

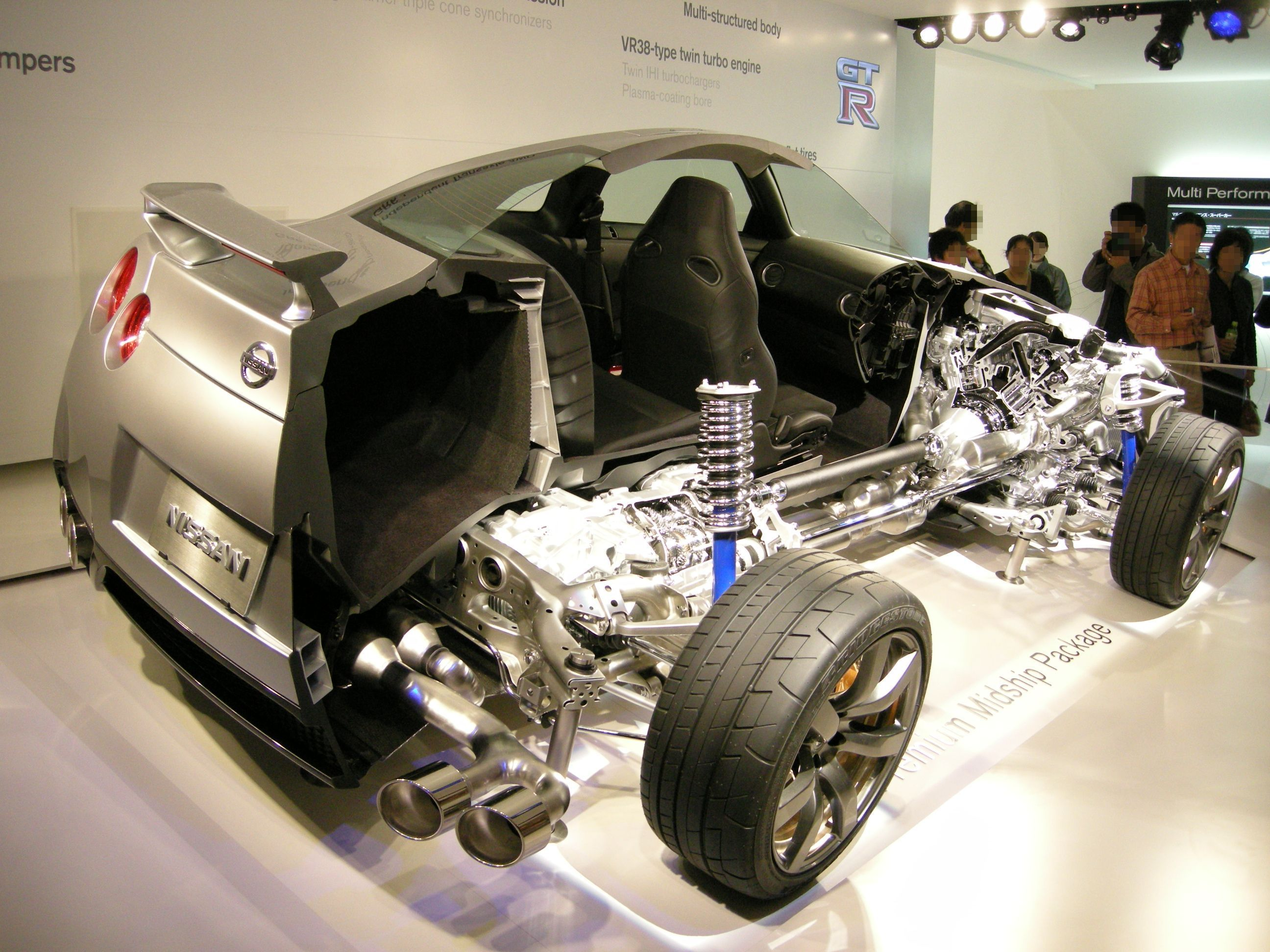
日産・GT-R
トランスアクスルが後車軸側に配置されている。

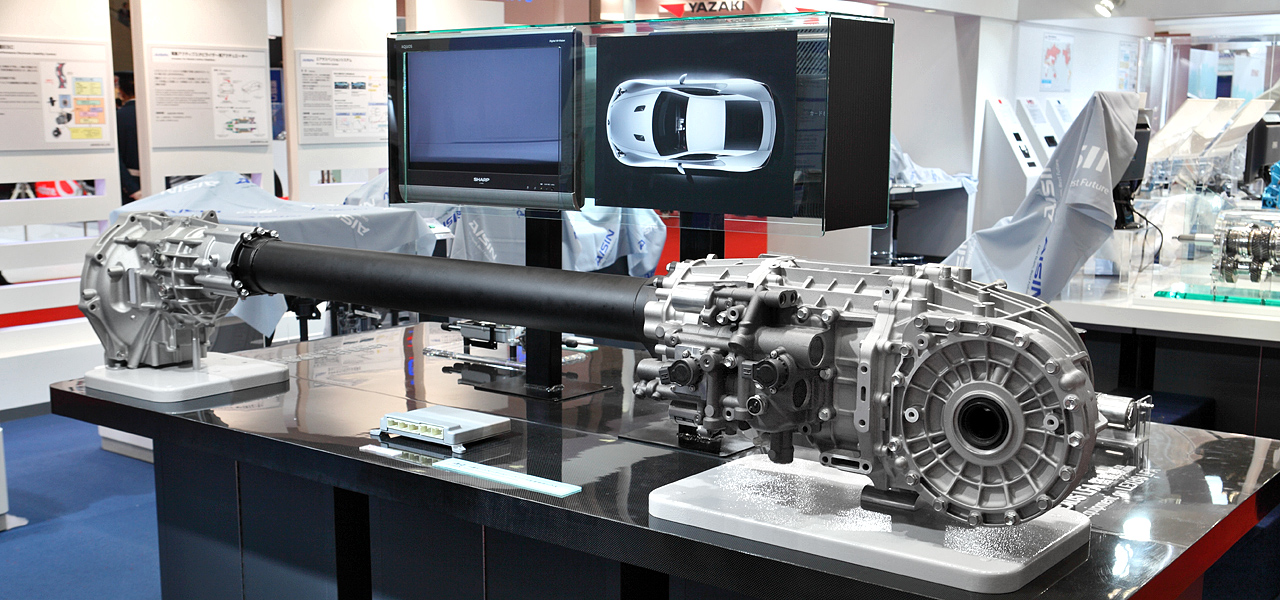
レクサス・LF-Aのドライブトレイン
左側がフロントカウンターギアASSY、トルクチューブを介した右側がリアトランスアクスル。

トランスアクスル（英: Transaxle）は、トランスミッションとファイナルギア・ディファレンシャルギア（デフギア）を一体化した装置である。

## 概要
フロントエンジン・前輪駆動 (FF)、リアエンジン・後輪駆動 (RR)、ミッドシップエンジン・後輪駆動 (MR) などのエンジンが駆動輪に隣接する構成の自動車では、エンジンの縦置き・横置きにかかわらず一般的に用いられている。
またトランスミッションがエンジンと一体化して配置されていて、駆動車軸のファイナル・デフギアとは離れている（ホッチキス・ドライブ方式)のが一般的なフロントエンジン・後輪駆動 (FR) などにおいても、前後の重量配分に配慮する設計のものではトランスミッションをエンジンとは分離して、ファイナル・デフギアと一体化したトランスアクスルを使用する例がある（後述）。
四輪駆動 (4WD) 車では、FFレイアウトやRRレイアウトを基にしたものでトランスファーを内蔵したトランスアクスルが用いられる。FRレイアウトを基にトランスミッション別体型トランスファーを用いる4WDよりも安価で単純に4WDを成立させられる利点があるが、トランスミッションとファイナル・デフギアが一体のケースに収められるため、どうしてもハイポイドギア用に粘度の高いギアオイルが必要となり、マニュアルトランスミッションにおいては変速時の操作感が悪くなりがちな欠点がある。また、極端に高粘度のギアオイルが必須である機械式LSDを組む場合は変速時の操作感を完全に犠牲にしなければならない欠点も存在する。
MRレイアウトのフェラーリ・モンディアルtではtアレンジメント（トランスバースアレンジメント）として、フェラーリ・328までの横置きミッドシップの重量配分と操縦安定性に関する設計自由度の低さを改善するため、横置きトランスアクスルを踏襲しつつ、エンジンとクラッチを縦置きとするレイアウトを採用、現在もスモールV8シリーズにこの設計を用いている。

## エンジンと分離されたトランスアクスル
自動車においてトランスミッションをエンジンとは分離し、ファイナル・デフギアと一体化して駆動車軸付近に配置する場合がある。多くはFRレイアウトの前後重量配分の適正化のために採用されるが、4WDでの採用例もある。
スポーツカーやGTカーでは運動性と操縦性を高めるため、重量物を車両の中心に集めるとともに前輪・後輪それぞれにかかる荷重を等しくすること（前後重量配分の均等化）が求められる。しかし一般的なFRレイアウトの車は、重量物であるトランスミッションを最大重量物であるエンジン直後に配置するため、重量配分がフロント寄りとなりやすい。
FRレイアウトで前後重量配分を均等化するためには、エンジンとトランスミッションの位置を前車軸に対して後退させる方法がある（いわゆるフロントミッドシップ化。BMW、マツダ、日産などで採用例がある）。技術的な障壁は低いが、元々重量が問題となるようなエンジンやトランスミッションはおおむね寸法が大きく、この方法で前後重量配分を均等化するには、ホイールベースの延長か、車室寸法の短縮かのいずれかとなる。車体剛性の低下や車重増加を招くホイールベースや全長の延長、あるいは車室やトランクの圧迫は、スポーツカーにもGTカーにも好ましくない。
そこでこれらの解決策としてトランスミッションを後車軸直前に配置する方法が考えられ、小さく軽くまとめるためにトランスミッションとファイナル・デフギアを一体化したトランスアクスルが利用された。
このレイアウトにより重量配分は適正化できるが、ヨーイング方向やピッチング方向の慣性モーメントは小さくならず、トランスミッションが車両重心から遠ざかるためにむしろ大きくなる。この点ではミッドシップエンジンレイアウトとは大きく異なる。
このレイアウトにも下記の欠点がある（一般的なFRレイアウトとの比較）。これらの欠点よりも前後重量配分の適正化が優先され、また対策にコストをかけることの許される高額なスポーツカーやGTカーに採用例が多い（#採用モデル参照）。
経費高となること。
プロペラシャフトが減速前でクランクシャフトと同速という高速で回転することになり、高精度のバランス取りと組み付けが要求されるため。
プロペラシャフトの回転慣性力のために、迅速なギヤチェンジがやや困難であること。
クラッチ機構をエンジン側に設けた場合、プロペラシャフトはトランスミッションのインプットシャフト側の慣性物となる。クラッチを切った後もインプットシャフトの回転が落ちにくくなり、ギアチェンジの支障となる場合がある。クラッチをトランスミッション側に設けた場合、プロペラシャフトはエンジンのクランクシャフト側の慣性物となる。クラッチを切った後のスロットル開閉操作に対するエンジン回転数の反応が鈍化し、ギアチェンジに待ち時間が発生する。
※ポルシェ924/944は生産途中で設計変更され、両タイプが存在する。
居住性・快適性が悪化すること。
プロペラシャフトの高速回転により騒音が増大する。トランスミッションの上となる後席ではその振動・騒音も加わり、また頭上空間や座面クッションの厚さが制限されたりもする。
上記のような欠点にもかかわらず国営時代のアルファロメオでは、一般的な4ドアセダンにも採用していたことは特筆される（アルフェッタ、ジュリエッタ、75など）。またコンパクトカーであるDAF・66（後のボルボ・66）やボルボ300シリーズでも採用されているが、こちらは重量配分の適正化が主目的ではなく、搭載したベルト式CVTの構造によるものである。アメリカ車では1990年代後半の6代目コルベットより採用されているが、その源流は同じゼネラルモーターズ内の別部門であったポンティアックの4ドアセダン、テンペストの初代モデルで採用された「ロープ・ドライブ」である。ロープ・ドライブは後にデロリアン・DMC-12でその名を知られる事となるジョン・デロリアンが発案したもので、エンジン後端とトランスアクスル前端を低くした、やや傾けられた状態で搭載し、その間を柔軟性を与えられた細いプロペラシャフトを用いて接続する事で、プロペラシャフトの床面への張り出しを無くす事に成功していた。
純然たるレーシングカーでは、1950年代中盤から1960年代後半に掛けてニュージーランド・グランプリや同国のヒルクライムレースに参加していた「ライカミング・スペシャル」がトランスアクスルを採用していた。元々は航空機用の空冷水平対向エンジンである、ライカミング・O-290を自動車のシャーシに搭載するための着想で、自動車用として開発された水平対向エンジンよりもクランクシャフトの位置が高く、変速機を取り付ける事も元より考慮されていない事から、一般的なホッチキス・ドライブ方式を採る事が困難な同エンジンの課題を解消する為に考え出されたものであった。

### 採用モデル
- アストンマーティン
  - DBS
  - ラピード
  - V8ヴァンテージ
- アルファロメオ
  - アルフェッタ
  - アルフェッタGT
  - ジュリエッタ（2代目）
  - 90
  - 75
  - SZ
- DAF
  - 66
- フェラーリ
  - 275GTB
  - 365GTB/4（デイトナ）
  - 456
  - 550マラネロ
  - 575Mマラネロ
  - 599GTBフィオラノ
  - カリフォルニア
  - FF ※四輪駆動
  - F12ベルリネッタ
  - 612スカリエッティ
- フォード
  - RS200 ※四輪駆動・リヤミッドシップエンジン
- ランチア
  - アウレリア
  - フラミニア
- マセラティ
  - クアトロポルテV
  - グラントゥーリズモ
  - クーペ、スパイダー
- メルセデス・ベンツ
  - 300SLR
  - SLS AMG
- 日産自動車
  - GT-R ※四輪駆動
- ゼネラルモーターズ（GM）
  - シボレー・コルベット
  - ポンティアック・テンペスト
- ポルシェ
  - 924
  - 944
  - 968
  - 928
- トヨタ自動車
  - レクサス・LFA
- ボルボ
  - 66
  - 300シリーズ